# Арнаис, Хосе Мануэль
Хосе Мануэль Арнаис Диас (исп. José Manuel Arnaiz Díaz; 15 апреля 1995, Талавера-де-ла-Рейна, Испания) — испанский футболист, нападающий клуба «Осасуна».

## Клубная карьера
Арнаис — воспитанник клубов «Талавера» и «Реал Вальядолид». В начале 2015 года для получения игровой практики Хосе начал выступать за команду дублёров последнего. 7 ноября в матче против «Леганеса» он дебютировал в Сегунде за основной состав. 21 августа 2016 года в поединке против «Овьедо» Хосе забил свой первый гол за «Реал Вальдолид». Летом 2017 года Арнаис перешёл в «Барселону». Сумма трансфера составила 3,4 млн евро. 24 октября в матче Кубка Испании против «Мурсии» он дебютировал за основной состав. В этом же поединке Хосе забил свой первый гол за «Барселону». 7 января 2018 года в матче против «Леванте» он дебютировал в Ла Лиге, заменив во втором тайме Сержи Роберто. По итогам сезона Хосе стал чемпионом и обладателем Кубка Испании.
Летом 2018 года Арнаис перешёл в «Леганес».

## Достижения
«Барселона»
- Чемпион Испании: 2017/18
- Обладатель Кубка Испании: 2017/18